# Juan Hidalgo
Juan Hidalgo (ur. około 1612 w Madrycie, zm. 30 marca 1685 tamże) – hiszpański kompozytor i harfista.

## Życiorys
Od około 1631 roku od swojej śmierci pełnił funkcję harfisty i klawesynisty kapeli królewskiej w Madrycie. Za życia przypuszczalnie cieszy się sławą, o czym świadczą liczne kopie jego dzieł zachowane nie tylko w Hiszpanii, ale także w Ameryce Łacińskiej. Zajmował się konstruowaniem nowych typów instrumentów, zbudował instrument o nazwie clavi-arpa, będący przypuszczalnie formą harfy z klawiaturą. Tworzył dzieła sceniczne, był jednym z pierwszych hiszpańskich twórców operowych, wzorującym się na tradycji włoskiej. Stworzył około 15 sztuk scenicznych, 9 autos sacramentales, liczne villancicos, a także utwory religijne. Współpracował z poetą Pedro Calderónen de la Barca. W 1660 roku napisali wspólnie 3-aktową operę Celos aun del aire matan, najstarszą hiszpańską operę z zachowaną muzyką. W 1672 roku stworzył Los celos hacen estrellas, uważaną za pierwszą zarzuelę.